# 香港马鞍树
香港马鞍树（学名：Maackia ellipticocarpa）为豆科马鞍树属下的一个种。

## 扩展阅读
- 維基物種上的相關：香港马鞍树